# Rivulus monikae
Rivulus monikae är en fiskart som beskrevs av Berkenkamp och Etzel, 1995. Rivulus monikae ingår i släktet Rivulus och familjen Rivulidae. Inga underarter finns listade i Catalogue of Life.